# Тиваз
| Название                  | Пра- германское | Древне- английское | Древне- скандинавское | Древне- скандинавское |
| ------------------------- | --------------- | ------------------ | --------------------- | --------------------- |
| Название                  | *Tē₂waz         | Tī/Tīr             | Týr                   | Týr                   |
| Форма                     | Старший футарк  | Футорк             | Младший футарк        | Младший футарк        |
| Форма                     |                 |                    |                       |                       |
| Unicode                   | ᛏ U+16CF        | ᛏ U+16CF           | ᛏ U+16CF              | ᛐ U+16D0              |
| Транслитерация            | t               | t                  | t                     | t                     |
| Транскрипция              | t               | t                  | t, d                  | t, d                  |
| МФА                       | [t]             | [t]                | [t], [d]              | [t], [d]              |
| Позиция в руническом ряду | 17              | 17                 | 12                    | 12                    |

Те́йваз или Ти́ваз (ᛏ) — семнадцатая руна старшего и англосаксонского футарков, двенадцатая руна младшего футарка.
Означает звук [t].

## В разных футарках

#### Старшие руны
В старшем футарке называется *Teiwaz или *Tīwaz, предположительно названа в честь верховного бога-молниеносца у германцев на тот момент, её название на прагерманском означает её копье"

#### Англосаксонские руны
В англосаксонском футарке эта руна имела два названия: «Tiw» (с др.-англ. «доблесть») и «Tīr», значение названия которого не известно (обычно транслитерируется как «Тир»).

#### Младшие руны
В младшем футарке названа Týr, в честь северогерманского однорукого бога Тюра. Есть два варианта начертания руны: обычный, он же датский (ᛏ), и сокращённый, он же шведско-норвежский (ᛐ).

#### Пунктированные руны
В пунктированном футарке есть руна ᛐ (сокращённая версия руны Týr), означающая звук [t] и модифицированная её версия ᛑ для обозначения звука [d].

## Происхождение руны
Происходит от этрусской-староиталийской буквы, от которой в том числе произошла латинская буква T.

## Упоминания в рунических поэмах[1]
| Поэма            | Оригинал                                                                                                   | Перевод                                                                                                  |
| Англосаксонская  | Tír biþ tácna sum · healdeþ tréowa wel wiþ æþelingas · á biþ on færelde ofer nihta genipu, · næfre swíceþ. | Тир — некое знамение. Хранит ряд хорошо с этелингами. Вечно в пути над ночной мглой, никогда не обманет. |
| Древнеисландская | Týr er einhendr áss ok úlfs leifar ok hofa hilmir.                                                         | Тюр — однорукий бог и уцелевший в битве с волком и хранитель храма.                                      |
| Старонорвежская  | Týr er æinendr ása; opt værðr smiðr at blása.                                                              | Тюр — однорукий среди асов; кузнец должен часто бить молотом.                                            |

## Использование руны Тейваз
- Награда за спортивные достижения членов Гитлерюгенда
- Эмблема 32-й добровольческой пехотной дивизии СС «30 января»
- Логотип «Северного движения сопротивления»
- Руна тейваз в логотипе немецкой марки одежды «Тор Штайнер»
- Шеврон батальона «Террор» Белорусского добровольческого корпуса ВСУ.
- Эмблема спецподразделения «Kraken» ГУР МО Украины